# Cerkev sv. Jerneja, Ljubljana
Cerkev sv. Jerneja (tudi Stara cerkev) v Šiški je rimskokatoliška podružnična cerkev, ki je del župnije Ljubljana - Šiška.

## Zgodovina
Cerkev je prvič omenjena v listinah iz 14. stoletja. 30. oktobra leta 1370 so pred cerkvijo Habsburžani z Beneško republiko podpisali sporazum o vrnitvi Trsta Benetkam v zameno za 75,000 zlatnikov.
Sprva je cerkev spadala pod župnijo sv. Petra, od konca 11. stoletja pa je bila dodeljena župniji Ljubljana - Šentvid. Leta 1785 je bila dodeljena župniji Marijinega oznanenja. Ob koncu 16. in začetku 17. stoletja je bila cerkev prizorišče protestantskih obredov, tako da jo je ljubljanski škof Tomaž Hren 17. aprila 1618 ponovno posvetil. 17. aprila 1825 je bila cerkev močno poškodovana v požaru, nakar je bila prizorišče večkratnega obnavljanja.
Z graditvijo nove cerkve, cerkve sv. Frančiška, v 20. letih 20. stoletja je cerkev izgubila svoj pomen, saj je postala premajhna. Danes je tako podružnična cerkev, v kateri se redno obhaja sveta liturgija za grškokatoliško skupnost, rimskokatoliška maša pa le nekajkrat letno.
Današnji oltarji so delo Matije Bernika, stropna freska pa Janeza Wolfa.
Okolica cerkve je tudi prizorišče tradicionalne Komarjeve nedelje.
Cerkev je bila leta 2009 razglašena za kulturni spomenik državnega pomena v sklopu Plečnikovih del; slednji je namreč pred drugo svetovno vojno izdelal načrt za popolno preureditev cerkve (pročelja, nov odprt hodnik, uredili stopnišče, zasadili drevje).